# Giovanni Boccalini
Giovanni Boccalini (Carpi, 1520 circa – Loreto, 22 dicembre 1580) è stato un architetto italiano.
Fra le sue opere maggiori fu il contributo all'edificazione della Basilica di Loreto, in particolare del Palazzo Apostolico e della facciata, che realizzò fino al primo cornicione inferiore.